# Madame Ivonne
«Madame Ivonne» es un tango cuya letra pertenece a Enrique Cadícamo en tanto que la música es de  Eduardo Pereyra, que fue grabado por Carlos Gardel con acompañamiento de guitarras en Buenos Aires el 6 de noviembre de 1933, un día antes de emprender su última gira ya que salió en el transatlántico Conte Biancamano, para viajar a Francia y de allí a Nueva York, a la que llegó el 22 de diciembre de ese año.  

## Los autores
Enrique Domingo Cadicamo (Luján, provincia de Buenos Aires, 15 de julio de 1900 - 3 de diciembre de 1999) fue un poeta argentino, autor de la letra de numerosos tangos. Usó también los seudónimos de Rosendo Luna y Yino Luzzi.

Eduardo Pereyra (Rosario, 13 de octubre de 1900 - Vicente López, provincia de Buenos Aires, 21 de febrero de 1973) fue un pianista, compositor  y director de orquesta dedicado al  tango,  también conocido con los apodos de Chón y de Cooper Ray. Como compositor, entre sus piezas destacables se encuentran El africano (1916),  Gorriones (de la obra teatral homónima de Oscar R. Beltrán, de julio de 1926), con letra de Celedonio Flores; Y reías como loca, con letra de José Agustín Ferreyra, que acompañaba adaptada rl filme mudo Perdón viejita, con letra de Ferreyra y La uruguayita Lucía, titulada inicialmente Cuna de los bravos 33, que hizo con Daniel López Barreto.

## Grabaciones
El 7 de noviembre de 1933 Carlos Gardel partió en barco hacia Francia, desde donde después de cumplir sus compromisos artísticos debía viajar a Estados Unidos; el día anterior realizó para Odeon acompañado por los guitarristas Guillermo Barbieri, Ángel Domingo Riverol, Horacio Pettorossi y Domingo Julio Vivas la grabación de Madame Ivonne, el último tango que dejó en el disco. En ese grabación Gardel pronuncia en la segunda parte “Madama” en lugar de “Madam” dándole un matiz más aporteñado.
Entre las grabaciones posteriores se encuentran las de 1942 para RCA Victor por Alberto Castillo con la orquesta típica de Ricardo Tanturi, en 1965 por Jorge Caldara con Roberto Echagüe, en 1973 por Edmundo Rivero con acompañamiento de guitarras para la discográfica Philips, en 1964 por Julio Sosa con  la orquesta dirigida por Leopoldo Federico para CBS Columbia, con el recitado inicial de una estrofa de su autoría, en 1979 por Rodolfo Lesica acompañado por Alberto Di Paulo para Embassy  en julio de 1979 por Roberto Goyeneche con la orquesta de Armando Pontier para RCA Victor, Alberto Gómez con la orquesta de Edgardo Donato y Miguel Montero acompañado por guitarras.  También hay grabaciones en versión instrumental tales como la de Aníbal Troilo con Roberto Grela y la de Ciriaco Ortiz con Ubaldo de Lío.

## Génesis de la letra
Escribió Jorge Luis Borges que el tango creó un pasado irreal, que de algún modo es cierto, un mundo mítico en el cual la mujer está presente en muchos de sus títulos y letras, posiblemente por influencia de la cultura europea, en especial la francesa, y en ese universo tanguero conviven las protagonistas locales como Malena, María, Milonguita y Margot con otras de allende el océano, como Mimí, Ninón, Manón, Griseta, la rubia  Mireya y Madame Ivonne.  
Entre estos personajes es posible encontrar un cierto tipo de mujer que se repite en el tiempo y que condensa tanto a la madre como a la mujer que se ha entregado a la “mala vida” ya sea, escapando de la pobreza o por causa de un desengaño amoroso. Para cada una de ellas hay biografías y anécdotas dudosas, incomprobables, que se incorporaron a esa mitología popular.
Una de esas historias hablaba del joven miembro de una familia enriquecida con la ganadería que paseando por París conoció  a una joven que de día animaba fiestas infantiles como Mademoiselle Ivonne y por las noches generalmente animaba fiestas para adultos, se enamoró, fue aceptado y después de casarse fueron a vivir a una de sus estancias en Argentina. El hombre esperaba que su esposa se ocupara de la casa como lo hacían otras mujeres de su condición social pero Ivonne no tenía preparación ni interés por lo que se separaron y ella terminó su vida relativamente joven, deteriorada por el alcohol y las drogas.

La realidad es que los temas de las letras de Enrique Cadícamo son testimonio de la historia de la Buenos Aires que conoció, las calles que recorrió, las noches que vivió y, posiblemente, también de sus aventuras galantes, que plasmó en retratos poéticos como el pintor hace una escena de la época. Que no hayan sido individualmente “reales” los personajes y las historias, no significa que no estén reflejando artísticamente recortes de ese lugar y momento.
La inmigración mayoritariamente masculina que llegó al país a partir de 1870 incluía además de hombres que buscaban en las prostitutas un remedio para combatir la nostalgia, las privaciones económicas y la falta de sexo, a otros –franceses, principalmente de Marsella, europeos del este, mayoritariamente rusos y polacos que en muchos casos eran judíos, y también de otras nacionalidades- dispuestos a competir con los proxenetas locales por el negocio de la prostitución. Estas organizaciones de marselleses, y la Zwi Migdal, dirigida por delincuentes judíos, recurrían en muchos casos a la trata de mujeres traídas con engaños de sus países. Cadícamo refleja  y personaliza en Madame Ivonne a una de estas víctimas, en este caso engañada por un argentino, que recorrió el derrotero del "amor", el abandono y la caída en desgracia.

## Génesis de la música
En un reportaje a Eduardo Pereyra realizado por León Benarós y publicado en 1963, el compositor relataba el origen de su música:

”El tango Madame Ivonne está inspirado en la rapsodia húngara nº2, de Franz Liszt. Yo tenía 10 o 12 años, usaba pantalón corto cuando estudiaba la famosa rapsodia en el piano. Así fue que, muchos años más tarde, cuando compuse "Madame Ivonne" utilicé el primer compás de su rapsodia. Después, ya me aparto y hago lo mío, algo que está de acuerdo con aquel comienzo… . La mujer del tango no fue un viejo amor mío sino, sencillamente, la que me cobraba la pensión en Montevideo, durante el tiempo en que viví en aquella ciudad…en una pensión… La dueña era una señora francesa de nombre Louise, y la administradora, también una francesa, de nombre, precisamente, Ivonne. Me ganaba la vida tocando el piano, pero se me había infectado un dedo y me resultaba imposible trabajar así. Ivonne, pobre, se veía obligada a reclamarme el pago del alquiler. "Le pagaré inmediatamente ni bien pueda volver al piano", le dije, y de alguna forma, ella se las arregló para esperarme. Por fin, curado el dedo, pude volver a trabajar y saldé lo adeudado… no olvidé la solidaridad de aquella dama, de modo que quise agradecerle con un tango… Lo titulé "Madame Ivonne" y se lo confié a Cadícamo para que lo versificara. Él inventó entonces otra "Madame Ivonne", aquella que se enamoró de un argentino que entre tango y tango la alzó de París. Hizo un precioso poema y yo no lo trabé en su libre albedrío.”